# София Арвидсон
София Арвидсон (на шведски: Sofia Arvidsson) е шведска тенисистка, родена на 16 февруари 1984 г. в Халмстад, Швеция. Най-високото ѝ класиране в ранглистата за жени на WTA e 29-о място, постигнато на 1 май 2006 г.
Във фокуса на вниманието София Арвидсон попада през 2001 г., когато играе във финалната среща на „Откритото първенство на Австралия“ за девойки. Тя губи тази среща от бъдещата водачка в световната ранглиста Йелена Янкович с резултат 6:2, 6:1. В професионалната си кариера шведската тенисистка има спечелени 18 титли на сингъл от състезания, провеждащи се под егидата на Международната тенис-федерация (ITF) и 12 титли на двойки. Първата си титла на сингъл от WTA-календара, София Арвидсон печели на 25 февруари 2006 г., когато във финала надиграва полякинята Марта Домаховска с резултат 6:2, 2:6, 6:3.
На 19 септември 2010 г., София Арвидсон заедно със своята сънародничка Йохана Ларсон печели титлата на двойки на турнира „Бел Чалъндж“ в Квебек. Във финалната среща двете шведски тенисистки надделяват над американката Бетани Матек-Сандс и чешката ѝ партньорка Барбора Захлавова-Стрицова с резултат 6:1,2:6,10:6.
На 25 февруари 2012 г., София Арвидсон печели своята втора шампионска титла на сингъл от турнир, провеждан под егидата на Женската тенис-асоциация. Това се случва във финалната среща от надпреварата в американския град Мемфис, където шведската тенисистка побеждава представителката на Нова Зеландия-Марина Еракович с резултат 6:3 и 6:4.

## Финали на турнирите от WTA Тур

### Титли на сингъл (1)
| До 2009                  | От 2009                |
| ------------------------ | ---------------------- |
| Голям шлем (0)           |                        |
| Шампионат на WTA Тур (0) |                        |
| I категория (0)          | Задължителни висши (0) |
| II категория (0)         | Висши 5 (0)            |
| III категория (1)        | Висши (0)              |
| IV и V категория (0)     | Международни (0)       |

| финал № | дата             | турнир           | място  | настилка | съперничка на финала | резултат            |
| 1.      | 25 февруари 2006 | Селюлър Саут Къп | Мемфис | твърда   | Марта Домаховска     | 6 – 2, 2 – 6, 6 – 3 |

### Загубени финали на сингъл (2)
| До 2009                  | От 2009                |
| ------------------------ | ---------------------- |
| Голям шлем (0)           |                        |
| Шампионат на WTA Тур (0) |                        |
| I категория (0)          | Задължителни висши (0) |
| II категория (0)         | Висши 5 (0)            |
| III категория (1)        | Висши (0)              |
| IV и V категория (0)     | Международни (1)       |

| финал № | дата             | турнир           | място  | настилка | съперничка на финала | резултат     |
| 1.      | 31 октомври 2005 | Бел Чалъндж      | Квебек | клей     | Ейми Фрейзър         | 1 – 6, 5 – 7 |
| 2.      | 15 февруари 2010 | Селюлър Саут Къп | Мемфис | твърда   | Мария Шарапова       | 2 – 6, 1 – 6 |